# Папірус 52

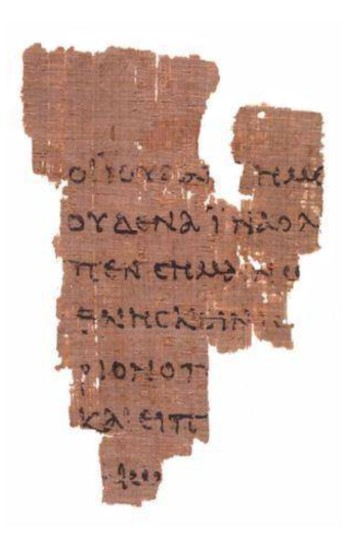
Папірус 52, recto

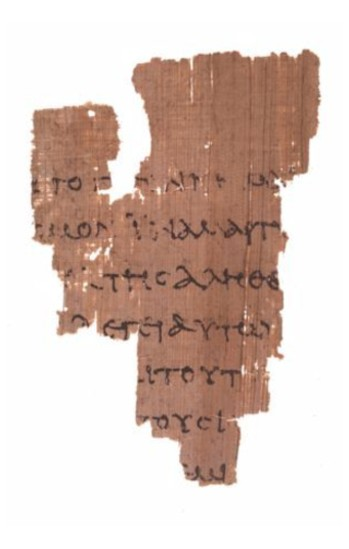
Папірус 52, verso

Папірус 52 або Папірус Райландса (англ. Rylands Library Papyrus P52 або фрагмент Іоанна) — фрагмент папірусу розміром 8,9 × 6 см, що містить уривок з Євангелія від Івана.
Лицевий бік (recto) містить рядки з Ів. 18:31–33 грецькою мовою. Лівий бік (verso) містить рядки з віршів 18:37–38. З 2007 року папірус перебував на постійній експозиції в будівлі бібліотеки Джона Райландса в Дінсгейті.

## Грецький текст
Текст на папірусі написаний з обох боків. Виділення жирним шрифтом відповідають оригіналу {\displaystyle \ {\mathfrak {P}}}52.
Іоанна 18:31-33 (recto)
ΟΙ ΙΟΥΔΑΙΟΙΗΜΙΝ ΟΥΚ ΕΞΕΣΤΙΝ ΑΠΟΚΤΕΙΝΑΙ 
OYΔΕΝΑ ΙΝΑ Ο ΛΟΓΟΣ ΤΟΥ ΙΗΣΟΥ ΠΛΗΡΩΘΗ ΟΝ ΕΙ-
ΠΕΝ ΣΕΜΑΙΝΩΝ ΠΟΙΩ ΘΑΝΑΤΩ ΗΜΕΛΛΕΝ ΑΠΟ
ΘΝΕΣΚΕΙΝ ΕΙΣΗΛΘΕΝ ΟΥΝ ΠΑΛΙΝ ΕΙΣ ΤΟ ΠΡΑΙΤΩ-
ΡΙΟΝ Ο ΠΙΛΑΤΟΣ ΚΑΙ ΕΦΩΝΗΣΕΝ ΤΟΝ ΙΗΣΟΥΝ 
ΚΑΙ ΕΙΠΕΝ ΑΥΤΩ ΣΥ ΕΙ ΒΑΣΙΛΕΥΣ ΤΩΝ ΙΟΥ-
ΔΑΙΩN...
Іоанна 18:37-38 (verso)
ΒΑΣΙΛΕΥΣ ΕΙΜΙ ΕΓΩ ΕΙΣ ΤΟΥΤΟ ΓΕΓΕΝΝΗΜΑΙ
 ΚΑΙ (ΕΙΣ ΤΟΥΤΟ) ΕΛΗΛΥΘΑ ΕΙΣ ΤΟΝ ΚΟΣΜΟΝ ΙΝΑ ΜΑΡΤΥ-
ΡΗΣΩ ΤΗ ΑΛΗΘΕΙΑ ΠΑΣ Ο ΩΝ Ε Κ ΤΗΣ ΑΛΗΘΕI-
ΑΣ ΑΚΟΥΕΙ ΜΟΥ ΤΗΣ ΦΩΝΗΣ ΛΕΓΕΙ ΑΥΤΩ
 Ο ΠΙΛΑΤΟΣ ΤΙ ΕΣΤΙΝ ΑΛΗΘΕΙΑ ΚΑΙ ΤΟΥΤΟ 
ΕΙΠΩΝ ΠΑΛΙΝ ΕΞΗΛΘΕΝ ΠΡΟΣΤΟΥΣ Ι ΟΥ-
ΔΑΙΟΥΣ ΚΑΙ ΛΕΓΕΙ ΑΥΤΟΙΣ ΕΓΩ ΟΥΔΕΜΙ ΑΝ
 ΕΥΡΙΣΚΩ ΕΝ ΑΥΤΩ ΑΙΤΙΑΝ

## Історія
Фрагмент належить до групи документів, які 1920 року були придбані Бернгардом Гренфелем на єгипетському ринку. Тож цей фрагмент вважають єгипетським через його провенанс та той факт, що більшість давніх новозавітніх папірусів походять саме з Єгипту, оскільки там, завдяки сприятливим кліматичним умовам, вони краще збереглися. Першу транскрипцію та переклад було зроблено 1934 року Колліном Г. Робертсом.